# Camera dei rappresentanti (Nepal)
La Camera dei Rappresentanti del Nepal è la camera bassa del Parlamento del paese. Essa rappresenta i cittadini nepalesi, nonché il potere legislativo del paese, congiuntamente con l’Assemblea nazionale. La Camera, tuttavia, avendo maggiori poteri, è più rilevante delle due.

## Composizione e mandato
Essa è costituita da 275 rappresentanti, aventi mandato quinquennale, di cui 165 eletti con il sistema uninominale secco (conosciuto anche in inglese come “First-past-the-post”) e 110 con il sistema proporzionale.